# Museu de Arte Contemporânea do Centro Cultural de Belém
O Museu de Arte Contemporânea do Centro Cultural de Belém fundado como Museu Coleção Berardo é uma instituição museológica em Lisboa, Portugal. Foi inaugurado a 25 de junho de 2007, tendo acolhido dezenas de exposições temporárias e uma coleção em exposição permanente: a Coleção Berardo. Representativa da arte moderna e contemporânea, nacional e internacional, a Coleção Berardo inclui obras dos maiores artistas do século XX como Pablo Picasso, Francis Bacon, Salvador Dalí, Piet Mondrian, Jackson Pollock, Andy Warhol, Kazimir Malevich, Marcel Duchamp, René Magritte e Jean-Michel Basquiat, entre muitos outros. O Museu Coleção Berardo encerrou a 31 de dezembro de 2022, tendo a Coleção permanecido em depósito no museu que lhe sucedeu: o MAC/CCB - Museu de Arte Contemporânea e Centro de Arquitetura.
A Fundação de Arte Moderna e Contemporânea – Coleção Berardo (Decreto-lei 164/2006 de 9 de agosto) foi criada a 9 de agosto de 2006, tendo gerido e organizado o Museu Coleção Berardo de Arte Moderna e Contemporânea, instalado no Centro de Exposições do Centro Cultural de Belém. O seu acervo inicial (2007), era composto por 862 obras e foi avaliado pela leiloeira Christie's em 316 milhões de euros.
Em 2022, as obras foram judicialmente arrestadas devido a dívidas do colecionador Joe Berardo à CGD, ao Novo Banco e ao BCP, que pretendem apreendê-la como créditos para pagar uma dívida global de quase mil milhões de euros.
A 26 de maio de 2022, o então Ministro da Cultura, Pedro Adão e Silva, anunciou a denúncia do protocolo de comodato da Coleção Berardo, com efeitos a partir de 1 de janeiro de 2023, e, ao mesmo tempo, revelou que essa coleção seria integrada num novo Museu de Arte Contemporânea a criar no CCB.
O Museu de Arte Contemporânea do Centro Cultural de Belém foi inaugurado a 27 de outubro de 2022. As instalações eram, antes, respetivas ao Museu Coleção Berardo. O novo projeto ficou com o depósito das coleções antigas, do qual a organização de Belém se mantém fiel depositário, por decisão judicial, bem como de Ellipse, adquirida pelo Estado em 2022, e de Teixeira de Freitas.

## O Museu / Exposições

### Objetivos
O Museu Coleção Berardo teve como objetivo constituir um museu contemporâneo internacional que desse a conhecer a evolução das artes plásticas a partir do século XX. Pretendeu-se interagir com outras coleções de arte e espólios, nacionais e internacionais, impulsionar o turismo cultural, desenvolver programas pedagógicos de animação cultural, divulgar as diferentes tendências da arte moderna, providenciar uma plataforma para a apresentação da obra de artistas nacionais.

### Exposições
A exposição permanente da Coleção Berardo articulava-se em dois pisos do museu, apresentando uma sequência de obras que percorre a arte século XX e termina na atualidade. O piso 2 centrava-se na arte moderna; iniciava-se no dealbar do século XX com Pablo Picasso e a criação do Cubismo e com Marcel Duchamp e as questões do ready-made, evoluindo até ao Neodadaísmo, ao Nouveau Réalisme e à Pop Art. O piso -1 era dedicado ao período posterior (de 1960 até aos nossos dias), seguindo uma ordem cronológica e agrupando os movimentos mais significativos das neo-vanguardas (minimalismo; concetualismo; Land Art; Arte Povera; etc.).
As exposições temporárias complementavam a panorâmica apresentada pela coleção permanente do Museu Coleção Berardo, expandindo novas perspetivas sobre um determinado período ou apresentando as preocupações com as quais os artistas contemporâneos se confrontam, bem como as novas práticas e atitudes que caracterizam o presente. Com um caráter histórico ou prospetivo e experimental, estas exposições partiam das questões suscitadas pela atualidade.
O Museu Coleção Berardo contava ainda com um programa diversificado de atividades como, por exemplo, percursos pelas exposições e visitas-atelier para famílias. De uma forma original e pedagógica, estas atividades davam a conhecer os grandes nomes da arte nacional e internacional, como Pablo Picasso, Marcel Duchamp, Salvador Dalí, Andy Warhol, Francis Bacon, Amadeo de Souza Cardoso, Paula Rego ou Helena Almeida.

### A Coleção

Néctar de Joana Vasconcelos, na entrada do Museu.

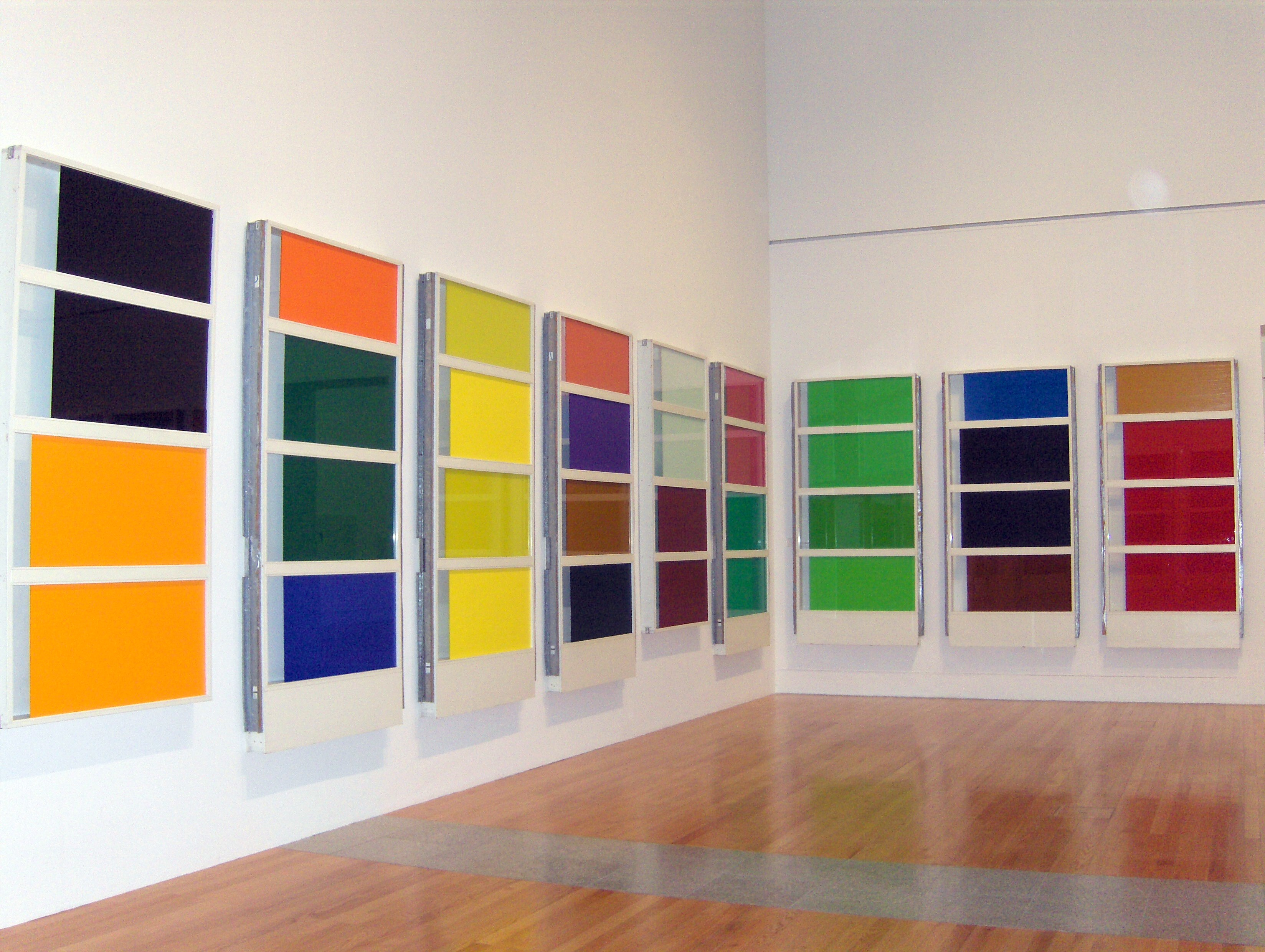
Cabinet d’Amateur -2 (Stockholm version) de Pedro Cabrita Reis

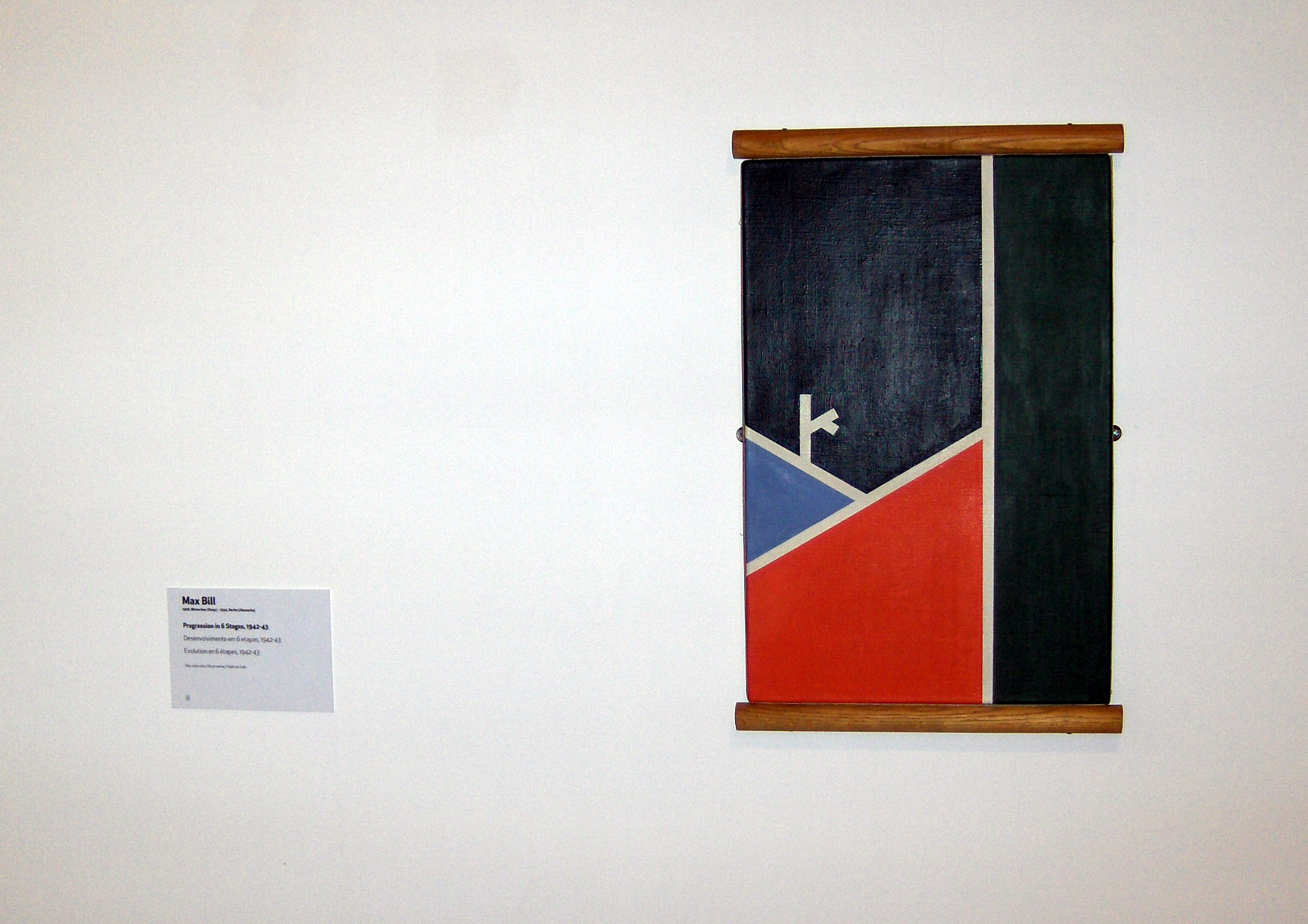
Progression in 6 stages de Max Bill

Devido à dimensão, diversidade e qualidade do seu acervo, que abarca mais de setenta tendências artísticas e inclui um total de mais de novecentas obras, a Coleção Berardo permite um acompanhamento dos principais movimentos artísticos do século XX e XXI e leituras diferentes e atualizadas sobre o estado da arte contemporânea.
Alguns artistas:
| - Marcel Duchamp - René Magritte - Joan Miró - Jose de Guimarães - Paula Rego - Marc Chagall - Giorgio de Chirico - Mário Cesariny - Francis Bacon - Amadeo de Souza Cardoso - Josef Albers | - Pedro Cabrita Reis - Jean Dubuffet - Man Ray - Andy Warhol - Salvador Dalí - Jorge Molder - Rui Chafes - Pablo Picasso - Francis Bacon - Helena Almeida - Joana Vasconcelos | - Gerhard Richter - Max Bill - Jean Arp - Yves Klein - Jackson Pollock - Jeff Koons - Willem de Kooning - Eduardo Nery - Max Ernst - Júlio Pomar - Lucio Fontana | - Diego Rivera - Francis Picabia - Yves Tanguy - Frank Stella - Julião Sarmento - Günther Uecker - Fernanda Fragateiro - René Magritte - Piet Mondrian - Henry Moore |

## Impacto
- Em 2008, o museu organizou 14 exposições temporárias e foi visitado por mais de 550 mil pessoas, tendo sido o mais visitado de Portugal. A retrospetiva do arquitecto Le Corbusier foi a exposição mais vista, com 80 mil visitantes.
- Em 2009 foi novamente o museu mais procurado de Portugal com 625 mil visitantes, tendo sido o 75.º mais visitado do mundo. A exposição "De Miró a Warhol" foi a mais visitada com 251 mil visitantes.[7]
- Em 2010 teve 964 mil entradas, tendo sido o 50.º museu mais visitado do mundo.
- Em 2011, o museu ocupou o 81.º lugar na lista dos 100 mais visitados do mundo, com 652.447 entradas.[8]
- Em 2012, a exposição Nikias Skapinakis. Presente e Passado. 2012–1950, produzida e apresentada pelo Museu Coleção Berardo, venceu o prémio de "Melhor Exposição de Artes Plásticas de 2012", atribuído pela Sociedade Portuguesa de Autores em 2013.
- Em 2015, o museu ocupou o 74.º lugar na lista dos 100 mais visitados do mundo, com 823.092 entradas, tendo subido nove posições num ano.[9]
- Em 2017, a entrada do museu começou a ser paga.
- Em 2018, o museu voltou a entrar na lista dos museus mais visitados do mundo, desta feita no 79.º lugar, com 998.831 visitantes.[10]

## Acesso / Funcionamento

### Tarifário
Até 30 de abril de 2017, a entrada no museu foi gratuita. De 1 de maio de 2017 em diante, o bilhete passou a ter um custo de 5,00€ para adultos, visitantes com mais de 65 anos e estudantes. Os jovens dos 7 aos 18 pagavam 2,50€. No entanto, o museu manteve entrada gratuita aos sábados para todo o público e todos os dias para crianças até aos 6 anos.